# Герхардт, Дитер
Дитер Феликс Герхардт (англ. Dieter Felix Gerhardt, род. 1 ноября 1935, Берлин, нацистская Германия) — коммодор военно-морских сил ЮАР, командовавший стратегической военно-морской базой Саймонстаун и агент советской разведки. В 1983 году арестован ФБР в Нью-Йорке вместе со своей женой Рут, которая была его связной, и осуждён за шпионаж в пользу СССР. В 1992 году освобождён из тюрьмы, а в 1999 году — амнистирован.

## Биография

### Ранние годы
Родился 1 ноября 1935 года в Берлине в семье архитектора, эмигрировавшего в Южную Африку в годы экономической депрессии. После вступления ЮАС во Вторую мировую войну в 1941 году отец Герхардта был интернирован как сторонник НСДАП и гитлеровской Германии. В знак протеста против действий в собственного отца Дитера угнал автомобиль и попал под уголовное преследование. Через обращение к адмиралу ВМС ЮАС Хьюго Бирманну) отец Герхардта убедил власти не отправлять его в тюрьму, а направить в армию и приучить его к дисциплине.
В 1956 году Дитер Герхардт окончил академию ВМС Саймонстаун (Салданья-Бей), отмечен Почётным мечом ЮАС и зачислен в офицеры ВМС ЮАС. В 1958 году он женился на англичанке Джанет Коггин (в этом браке у них были дети), однако, несмотря на внешнее материальное благополучие, в глубине души не мог простить властям унижения молодости и дискриминацию как сына эмигранта. В 1962 году, как офицер ВМС ЮАР, прошёл дополнительную подготовку в Великобритании - в школе морского минирования Портсмут и парашютно-десантную на авиабазе Эбингдон. 

### Работа на ГРУ
В конце 1950-х — начале 1960-х годов Дитер Герхардт предложил свои услуги Южно-Африканской Коммунистической Партии , в результате чего Брам Фишер проинформировал о нем, как об осведомителе компартии, советское посольство в Лондоне. В командировке в Лондоне в 1962 году Герхардт связался с советским посольством, заявив готовность к борьбе против апартеида. В Лондоне Герхардт был завербован ГРУ Генштаба Министерства обороны СССР под псевдонимом «Феликс» и продолжил службу в ВМС ЮАР. Как перспективный офицер, Дитер располагал связями с Питером Ботой (один из руководителей Национальной партии ЮАР, премьер и президент ЮАР в 1980-х годах) и адмиралом Хьюго Бирманном. Проходя подготовку, как офицер ВМС ЮАР, в Великобритании (учебная база Коллингвуд и фрегат «Тенби») Герхардт передавал ГРУ информацию о состоянии ВМС Великобритании, британской и американской ПВО (ЗРК Sea Cat и Sea Sparrow), а также большое количество материалов об учениях и перевооружении стран НАТО. Большим достижением ГРУ стало получение через Герхардта данных о французской ракете Exocet. Согласно заявлениям специалиста служб безопасности и журналиста Чапмана Пинчера, в 1960-е годы Герхардт пытался завербовать членов экипажей АПЛ типа «Резолюшн» для получения сведений о баллистических ракетах «Поларис» .
В 1966 году супруга Герхардта поняла, что её муж занимается шпионажем. Опасаясь, что мужа казнят Коггин, тем не менее, когда Герхардт поставил перед ней ультиматум помогать ему или развестись, Коггин предпочла развод, уехав жить в Ирландию, где считала, что за ней наблюдают советские спецслужбы. В 1999 году она выпустила мемуары «Жена шпиона» (англ. The Spy's Wife). 
На Рождество 1968 году Герхардт в Швейцарии (г. Клостер) познакомился с дочерью рабочего фармацевтической компании и модистки по имени Рут Йор, которая работала секретарём адвоката. В 1969 или 1973 году они поженились, и Рут приняла гражданство ЮАР. Рут владела немецким, французским, итальянским и английским, и быстро изучила африкаанс. В браке Рут и Дитера родился сын Грегори, которого Дитер назвал в честь одного из своих московских знакомых по имени Григорий. По мнению Пинчера, после знакомства с Герхардтом Рут была завербована разведкой ГДР. Сам Герхардт утверждал, что правду о своей работе рассказал ей после свадьбы - Рут отреагировала спокойно и поддержала его начинания. Вскоре после свадьбы они ездили в Москву, где Рут стала агентом ГРУ под псевдонимом «Лина». Она играла большую роль в получении информации: на совещаниях с Питером Ботой часто проводились обеды, устраиваемые женой президента, на которых присутствовали Дитер и Рут. Во время светских бесед Рут умела переводить разговор в нужное русло, чтобы получить информацию. Не раз она приезжала в Швейцарию, чтобы навестить мать, где в советском посольстве передавала сотрудникам ГРУ собранные Дитером материалы. С подачи «Лины» Дитер совершал путешествия в разные страны Европы под предлогом посещения её родственников. Для записи информации использовалось особое устройство, работавшее на нескольких скоростях, которое подключалось к радиоприёмнику. В определённое время Рут включала приёмник, откуда доносился сигнал пароля, а затем шёл визг: записав визг, Рут меняла скорость записи и могла услышать чёткий сигнал в азбуке Морзе. Записав их, она доставала шифроблокнот, в котором проявлялся под воздействием химических реактивов текст, и расшифровывала всё сообщение.

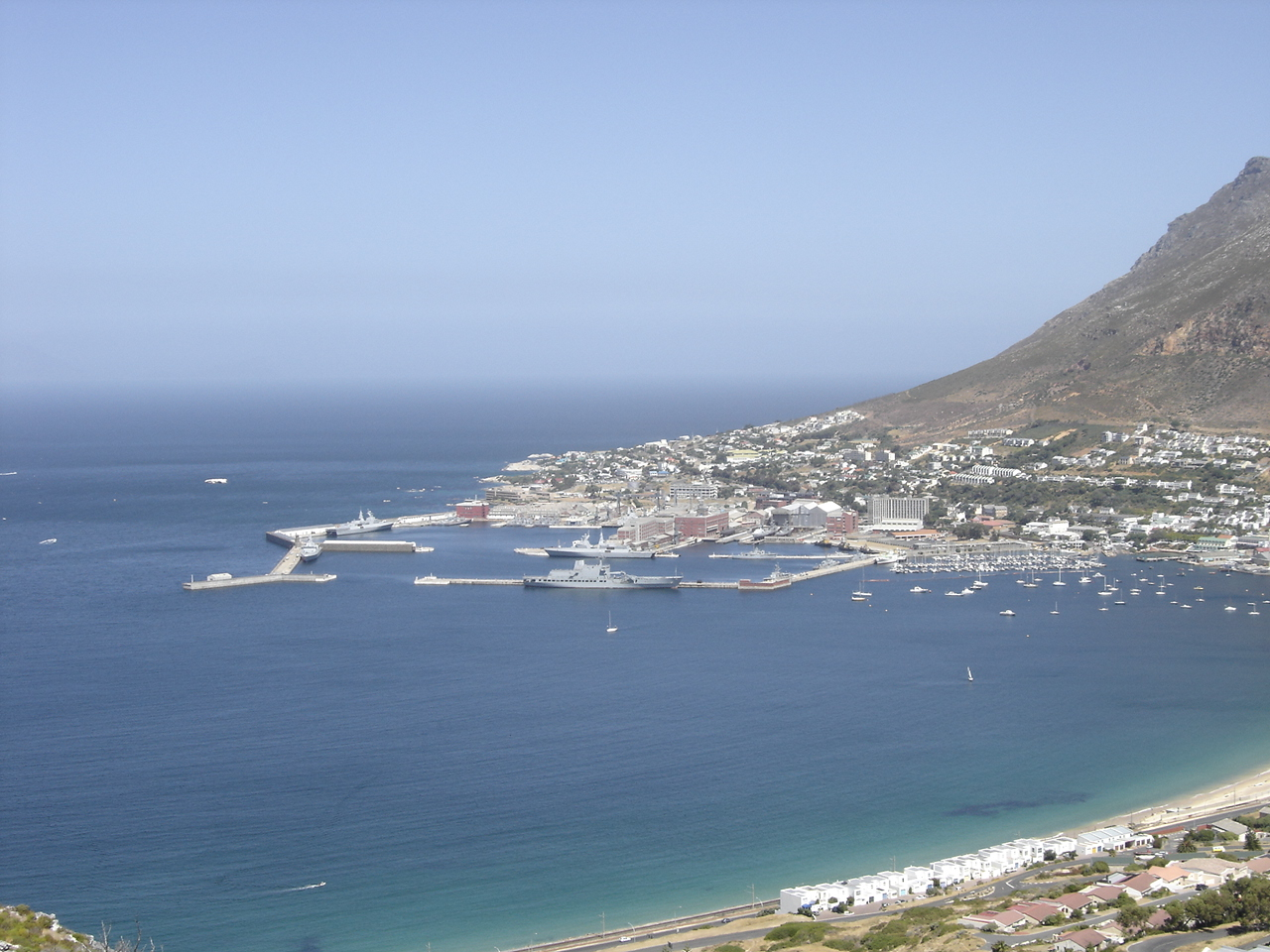
Военная база в Саймонстауне, 2006 год

В 1968 году Герхардт занимал должность военно-морского атташе при посольстве ЮАР в Великобритании, в 1972 по 1978 годы он был офицером при штабе вооружённых сил Южной Африки в Претории и военным представителем в оружейной компании Armscor, имея доступ к засекреченной информации Сухопутных войск и ВВС ЮАР, в том числе к планам войны против Намибии. По его словам, он передал ГРУ информацию о технологическом сотрудничестве ЮАР с Израилем,, в том числе сведения о ракетах типа «Иерихон» (по некоторым данным, речь также шла о разработке ядерного оружия, носителями которого могли быть эти ракеты). В 1975 году Герхардт был назначен заместителем командующего главной базой ВМС ЮАР Саймонстаун по материально-техническому обеспечению. Таким образом, Герхардт получил доступ к информации о технических характеристиках вооружения ВМС ЮАР, отчётам разведки ВМС, данным по сотрудничеству ВМС ЮАР с ВМС Великобритании и данным морской радиоэлектронной разведки на базе Сильвермайн под Кейптауном. Ценность «Феликса» и «Лины» для ГРУ, таким образом, выросла многократно. В подчинении Герхардта было около 3 тысяч личного состава ВМС ЮАР, а полученная им аппаратура электронного слежения (американская и японская) позволяла не только наблюдать за кораблями и самолётами в Южной Атлантике, но и и улавливать сигналы с советских кораблей в Тихом океане. 
Во время Фолклендской войны Герхардт имел доступ ко всей информации о действиях ВМС Великобритании в Южной Атлантике. Отдельные персоналии заявили, что отказ Великобритании от этой базы был опрометчивым решением, который не только осложнил ведение боевых действий на море, но и создал предпосылки для того, что Герхардт передаст всю информацию о британском флоте на Фолклендах в руки советского руководства. Адмирал ВМС Великобритании лорд Питер Хилл-Нортон публично опровергал подобные слухи, но вёл слежку за коммодором и всеми моряками британского флота, когда-либо общавшимися с ним.
Всего на протяжении свыше 20 лет Дитер Герхардт передавал информацию в СССР, а также пять раз нелегально там побывал, из них два раза с женой в 1972 и 1976 годах. ГРУ выплатило ему суммарное вознаграждение за все операции в размере 800 тысяч швейцарских франков (по другим данным, за каждую операцию Герхардт получал сумму до 250 тысяч долларов США), хотя руководство прекрасно знало, что стимулом для Герхардта были не деньги, а собственные убеждения. Связь с Рут Герхардт поддерживал разведчик-нелегал ГРУ, полковник Виталий Васильевич Шлыков. Рут и Дитер вместе побывали в Москве, Ленинграде и Загорске, посетили Большой театр, театр кукол Образцова, Эрмитаж; отдыхали в Одессе, Сочи и Крыму. В Южной Африке они привыкли отмечать и советские праздники у себя дома. В доме, где проживали Герхардты (он находился рядом с домом Питера Боты), были персидские ковры и многочисленные картины. Сам Дитер Герхардт говорил знакомым, что заработал себе на жизнь благодаря небольшому наследству от матери-немки, а также благодаря ставкам на скачках.

### Арест и тюрьма
В конце 1982 года Герхардт встретился с министром обороны ФРГ Манфредом Вернером, а накануне нового 1983 года прибыл в США на краткосрочные курсы по управлению и бизнесу в университет Сиракьюз, где собирался получить степень по математике. Его друг Джимми предложил на выходные отправиться в Нью-Йорк, но в гостинице 25 января Дитера арестовали агенты ФБР. 11 дней допрашивали южноафриканского коммодора, и только под угрозой убийства жены и ребёнка Дитер вынужден был сознаться и рассказать всё о своей деятельности (в том числе и о связнике «Михаиле Николаеве», с которым должен был встретиться на обратном пути из США в Цюрих). «Михаилом Николаевым» оказался Виталий Шлыков, известный и под кличкой «Боб». 25 января Шлыкова, как и Рут Герхардт, также арестовали, а в доме матери Рут провели обыск, изъяв оставленные дочерью на хранение микроплёнки и фальшивые паспорта (сам радиопередатчик, которым якобы пользовались Герхардты, не был найден), а также 100 тысяч долларов США, которые он собирался выплатить Рут. Советская разведка была потрясена подобным провалом.
ГРУ предприняло меры, чтобы добиться освобождения Шлыкова, которому пришлось провести около двадцати месяцев в швейцарской тюрьме (его приговорил к 3 годам тюрьмы за шпионаж). После освобождения он вылетел в Прагу, где его встретили коллеги по специальной службе. Генерал армии Пётр Ивашутин вскоре выяснил, чья вина была в провале: виновниками были генерал-майор ГРУ Дмитрий Поляков, которого завербовали в 1961 году в ЦРУ (он имел на руках досье на Герхардта), и подполковник Первого главного управления КГБ СССР Владимир Ветров (собственно, именно он выдал Герхардта), завербованный французской разведкой. Хотя Полякова и Ветрова расстреляли в 1986 и 1985 годах соответственно как государственных изменников, но спасти Дитера и Рут было не в силах советских властей.
26 января 1983 года Питер Бота объявил на пресс-конференции об аресте Дитера Герхардта, а 15 сентября начался суд. Герхардтов допрашивали в камере предварительного заключения в здании Верховного суда Кейптауна, угрожая им смертной казнью через повешение за государственную измену. Герхардт не признавал свою вину в государственной измене и называл себя борцом против апартеида, утверждая, что по этой причине работал на разведку некоей третьей страны, которая не была противником Южной Африки. Первая жена Дитера Герхардта, Джанет Коггин, называла его типичным сторонником апартеида и говорила, что он просто мстил южноафриканским властям за то, что те дурно обращались с его отцом, убеждённым сторонником нацистов. Рут же пыталась оправдать Дитера, утверждая, что он действительно был двойным агентом, но работал на южноафриканскую разведку. Следствие установило, что «Феликс» и «Лина» передали советской разведке критически важную информацию о британском и французском ракетном морском вооружении (ракеты Seacat, Sea Sparrow и Exocet), а также о кораблях ВМС Южной Африки — в частности, о трёх подводных лодках типа «Дафне», которые вели слежку за советскими судами, проходящими у южной оконечности Африки. Пресса ЮАР с возмущением писала о том, что коммодор Герхардт выдавал государственные тайны одну за другой Советскому Союзу, и сравнила его деятельность с работой Кима Филби, назвав нанесённый Герхардтом ущерб НАТО одним их самых чувствительных со времени начала Холодной войны.
Судья Джордж Мьюнник 31 декабря 1983 года вынес приговор: Дитер Герхардт как государственный изменник был приговорён к пожизненному лишению свободы, а Рут Герхардт как пособница — к 10 годам тюрьмы. По словам судьи, только тот факт, что никто из солдат вооружённых сил ЮАР не погиб, спас Герхардта от смертной казни. Рут отбывала наказание с Барбарой Хоган и другими противниками апартеида. В 1988 году она просила президента Питера Боту о помиловании для всех политзаключённых, но судья Ричард Голдстоун в этом отказал. В 1989 году ходили слухи о том, что Герхардта могут обменять на кого-то из арестованных западных шпионов, но обмен не состоялся.

### Освобождение
В 1990 году президентом стал Фредерик де Клерк, который пошёл на решительный шаг и отменил апартеид, разрешив деятельность Африканского национального конгресса и освободив политзаключённых. На свободу вышел и будущий президент Нельсон Мандела, а в том же году Рут Герхардт также была освобождена и уехала в Швейцарию. Впрочем, её муж остался в тюрьме. 22 января 1992 года его посетила делегация Африканского национального конгресса, разыскивая кого-либо из состава вооружённых сил ЮАР, кто мог бы помочь им провести переговоры с Национальной партией. В освобождении Дитера Герхардта сыграл главную роль президент России Борис Ельцин, который подал просьбу президенту ЮАР Фредерику де Клерку во время встречи с ним в Москве. Проблема была в том, что Дитер Герхардт не попадал непосредственно под амнистию, поскольку всё же не входил в запрещённый АНК, хотя с просьбами о помиловании обращались в разное время Хелен Сазман и Нельсон Мандела.
27 августа 1992 года Дитер Герхардт по личному распоряжению президента Фредерика де Клерка как политический заключённый, работавший на СССР в интересах ослабления режима апартеида, был освобождён из тюрьмы. Это решение приветствовал министр обороны ЮАР Магнус Малан, сказав, что это будет первым шагом на пути к восстановлению дипломатических отношений между Россией и Южно-Африканской Республикой. Окончательно Дитер Герхардт был амнистирован в 1999 году с присвоением звания контр-адмирала. Дитер Герхардт и по сей день не признаёт себя шпионом, угрожавшим безопасности блока НАТО, или государственным изменником ЮАР, утверждая, что просто боролся против режима апартеида.

## Скандал с ядерным оружием

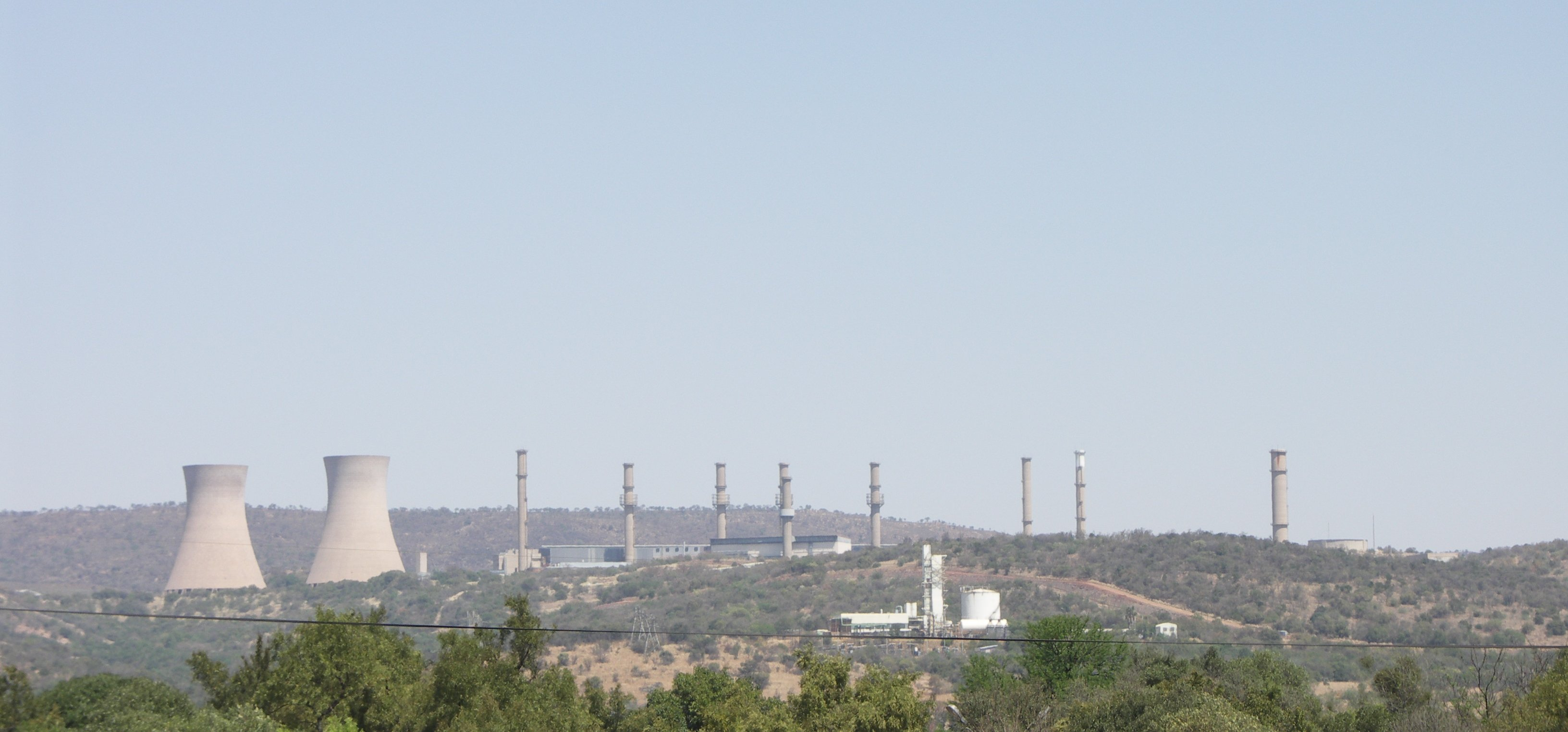
Ядерный центр «Пелиндаба», 2006 год

Согласно словам Дитера Герхардта, руководство США и СССР встречались в 1978 году с целью обсуждения ядерной программы Южной Африки, и на встрече советская делегация предложила совершить нападение на ядерный центр «Пелиндаба». В феврале 1994 года Герхардт рассказал Дезмонду Блоу, работавшему в газете Johannesburg City Press, что инцидент Вела, известный также как операция «Феникс», был испытанием ядерного оружия, проведённым совместно Южной Африкой и Израилем. Герхардт утверждал, что не имел официальных подтверждений о факте ядерных испытаний, но детали проведения этих испытаний не был готов сообщить. В марте он дал интервью Дэвиду Олбрайту и заявил, что в испытаниях не участвовали корабли ВМС Южной Африки, но отказался предоставить дальнейшие детали. Мнение о показаниях Герхардта неоднозначное: журнал «Popular Mechanics» заявлял, что если бы Герхардт был более надёжным источником разведки, тайну инцидента Вела удалось бы раскрыть; в то время как другие авторы относятся к представленной Герхардтом информации с большим доверием, что подтверждается рассекреченными в 1990-е годы документами.

### На русском
- Алексеев М.А., Колпакиди А.И., Кочик В.Я. Энциклопедия военной разведки. 1918-1945 гг. — М., 2012. — С. 223.
- Дамаскин И.А. Дитер Герхардт // 100 великих разведчиков / ред. И. Никифорова. — Вече, 2001. — 528 с. — (100 великих). — 12 500 экз. — ISBN 5-7838-0961-6. Архивировано 27 мая 2017 года.
- Павлов В.Г. Глава VI. Операции в других регионах. Операция «Феликс» // Сезам, откройся!. — М.: Терра — Книжный клуб, 1998.
- Терещенко А.С. Глава 1. В окопах холодной войны // Роковая точка «Бурбона». — Аргументы недели, 2015. — (Мир шпионажа). — 1000 экз. — ISBN 978-5-9905755-5-4.
- Борис Пиляцкин. Феликс и Лина // Известия. — 1992. — 14 января.

### На английском
- David Albright. South Africa and the Affordable Bomb (англ.) // The Bulletin of Atomic Scientists. — 1994. — July (vol. 50).
- David Albright, Gay Corey. A Flash From the Past (англ.) // The Bulletin of the Atomic Scientists. — 1997. — December.
- ANC. ANC Daily Newsbriefing (англ.). — 1992. — 6 March.
- Janet Coggin. The Spy's Wife. — Constable & Robinson, 1999. — ISBN 0-09-479490-1.
- Nelson Mandela 8 June Visit Reported (англ.) // Daily Report: West Europe. — The Service, 1990.
- Jacqueline Audrey Kalley, Elna Schoeman, Lydia Eve Andor. Southern African political history: a chronology of key political events from independence to mid-1997. — Greenwood Publishing Group, 1999. — ISBN 0-313-30247-2.
- Peter Liberman. Israel and the South African Bomb (англ.) // The Non-Proliferation Review. — 1994.
- Magnus Malan. My Life with the SA Defence Force. — Protea, 2006. — ISBN 978-1869191146.
- Chapman Pincher. Traitors: The Labyrinths of Treason. — London: Sidgwick & Jackson, 1987. — ISBN 0-283-99379-0.
- Sasha Polakow-Suransky. The Unspoken Alliance: Israel's Secret Relationship with Apartheid South Africa. — Jacana Media, 2010. — ISBN 1-77009-840-2.
- Mervyn Rees. The Spy Who Knew It All (англ.) // Daily Mail. — London: DMG Media[англ.], 1983. — 20 November. — P. 1—2, 31—34.
- Reg Reynolds. Spying for Russia on the Rock (англ.) // The Gibratar Times. — 2009. — January.
- James Rusbridger. The Intelligence Game: The Illusions and Delusions of International Espionage. — IB Taurus, 1991. — ISBN 1-85043-338-0.
- Bill Rice. Simon's Town Dockyard: The First 100 Years. — Simon’s Town Historical Society/South African Naval Heritage Trust, 2010. — ISBN 0-620-47932-9.
- James Sanders. Apartheid's Friends: The Rise and Fall of South Africa's Secret Service. — John Murray, 2006. — ISBN 0-7195-6675-4.
- R. C. Trahair. Encyclopedia of Cold War Espionage, Spies, and Secret operations. — Greenwood Publishing Group, 2004. — ISBN 0-313-31955-3.
- Glenmore S. Trenear-Harvey. Historical Dictionary of Air Intelligence. — Scarecrow Press, 2009. — ISBN 0-8108-5982-3.
- Al J. Venter, Nicholas Paul Badenhorst. How South Africa Built Six Atom Bombs and Then Abandoned Its Nuclear Weapons Program. — Ashanti, 2008. — ISBN 0-9814098-4-9.
- West N.[англ.]. Historical Dictionary of Naval Intelligence. — Scarecrow Press, 2010. — ISBN 0-8108-6760-5.
- Jim Wilson. Finding Hidden Nukes (англ.) // Popular Mechanics. — 1997. — May (vol. 174).
- Peter Younghusband. Red Faces in Pretoria Over Spy Allegations (англ.) // Sydney Morning Herald. — 1983. — 28 January.

### На других языках
- Р. Бергман. Изменники совести (иврит) // Гаарец. — 2000. — 7 באפריל.
- Puissances & Conflits: Analyses & Décisions Géopolitiques. — Éditions du Fleuve, 1990. — ISBN 2-89372-043-9.
- Thierry Wolton. Le KGB en France. — Grasset, 1987. — ISBN 2-253-04106-8.

### На русском
- Алексей Панкин. Наш разведчик-нелегал пытался спасти СССР, но ему Гайдар помешал. Правда (5 декабря 2012).
- Леонард Млечин. Наш человек в швейцарской тюрьме (24 апреля 2006). Дата обращения: 4 января 2013.
- Елена Рыковцева. Чем заняты российские спецслужбы за рубежом (2 мая 2006). Дата обращения: 4 января 2013.
- Борис Пиляцкин. Буханка хлеба и "Врата ада". Известия (26 декабря 2005). Дата обращения: 12 января 2012.

### На английском
- Statement of the National Executive Committee on the occasion of the 80th Anniversary of the ANC (англ.). ANC (8 января 1992). Архивировано 10 января 2012 года.
- East-West Spy Swap Disclosed (англ.) // The Pittsburgh Press. — 1989. — 7 September.
- Pierre Claassen. Dieter Gerhardt Released (англ.). South African Press Association (27 августа 1992). Дата обращения: 13 января 2012. Архивировано из оригинала 21 апреля 2013 года.
- Emma Cook. Interview: Janet Coggin - The Spy Who Lied to Me (англ.). The Independent (28 марта 1999). Дата обращения: 11 октября 2010.
- Peter Hill-Norton, Baron Hill-Norton. Concern in Britain Over Gerhardt Spying Network (англ.) // Glasgow Herald. — 1983. — 31 December.
- David Cowell. The Berlin-born commander of South Africa's secret naval dockyard… (англ.). UPI (26 января 1983). Дата обращения: 16 июля 2017.
- South Africa: Out of Luck (англ.). Time (7 февраля 1983). Дата обращения: 16 июля 2017.
- South African officer guilty of spying (англ.). The New York Times (30 декабря 1983). Дата обращения: 16 июля 2017.
- Freed South African Spy Proud Of Work For Soviets (англ.). Orlando Sentinel (4 июня 1990). Дата обращения: 10 апреля 2010. Архивировано из оригинала 9 октября 2011 года.
- Tony Stirling. 'Biggest Blow' Ever Received (англ.). The Citizen (3 января 1984).
- Helen Suzman. Helen Suzman Papers, 1944-2009 (англ.). The Library, University of the Witwatersrand (2009).
- Political Obituaries: Vitaly Shlykov (англ.). The Daily Telegraph (24 ноября 2011).
- Spy Fails To Gain Release (англ.). Associated Press (8 сентября 1988). Дата обращения: 14 февраля 2012.

### На других языках
- Thierry Meyer, Éric Hoesli. Arrêté en Suisse, l'espion russe raconte (фр.). 24heures.ch (8 октября 2009). Дата обращения: 10 января 2012. Архивировано 22 апреля 2012 года.
- André Pretorius. Spioen-Spioen ’n Ware(?) Verhaal (африк.). Beeld (11 ноября 2011). Дата обращения: 22 декабря 2011. Архивировано из оригинала 17 декабря 2011 года.